# Dasyhelea myrmedon
Dasyhelea myrmedon är en tvåvingeart som beskrevs av Jean-Jacques Kieffer 1917. Dasyhelea myrmedon ingår i släktet Dasyhelea och familjen svidknott. Inga underarter finns listade i Catalogue of Life.